# Barnacle (Anglia)
Barnacle – osada w Anglii, w hrabstwie Warwickshire. Leży 7,3 km od miasta Nuneaton, 21,5 km od miasta Warwick i 139,7 km od Londynu. Barnacle jest wspomniana w Domesday Book (1086) jako Bernhangre.